# Lovecat
Lovecat (eigentlich David Haering; * 30. August 1976 in Wien, Österreich) ist ein österreichischer Sänger (hauptsächlich Elektropop), Gitarrist und Musikproduzent.
In seiner Jugend gründete David Haering die Punk-Band Side Effect, mit der er drei Alben und eine EP veröffentlichte. Nach Besetzungs- und Namensänderung veröffentlichte die Band The Hellenbecks 2008 ein gleichnamiges Album.
Danach widmete sich David Haering vermehrt elektronischer Musik und veröffentlichte 2011 erstmals unter dem Pseudonym Lovecat die Single Tracking Heartbeats. 2016 folgten das Debüt-Album The Great Catsby und die Single Song for Eternity.

## Diskografie
Alben
- 2016: The Great Catsby (Fabrique Records)

Singles und EPs
- 2011: Tracking Heartbeats EP (Fabrique Records)
- 2013: Heart Starts Bleeding (Fabrique Records)
- 2016: Song for Eternity (Fabrique Records)